# Амр, Набиль
Наби́ль Махму́д Юсе́ф Амр (араб. نبيل محمود يوسف عمرو‎; род. 6 сентября 1947, Хеврон, Подмандатная Палестина) — палестинский политик и дипломат, министр Палестинской автономии, советник президента Палестины.

## Биография
Получил степень бакалавра права Дамасского университета (1969), а также звание почётного доктора Международной академии информатики. С 1969 по 1971 год работал официальным представителем палестинских народных организаций в Сирии. С 1973 по 1988 год руководил радиостанцией «Голос Палестины», связанной с Организацией освобождения Палестины (ООП). В 1982–1984 годах являлся председателем Союза радиовещаний арабских государств. В 1988 году назначен представителем ООП в Советском Союзе, а с августа 1990 до 1993 года – чрезвычайный и полномочный посол в СССР.
В 1995 году стал основателем и главным редактором газеты «Аль-Хайят Аль-Джадида», официальной газеты Палестинской администрации. Был директором радио- и телеорганизаций Палестинской автономии. Более 10 лет был директором «Голоса Палестины». Избран членом Законодательного совета Палестины после всеобщих выборов в Палестине в 1996 году, когда получил 23 269 голосов в провинции Хеврон, представляя движение ФАТХ. В 1998 году назначен на пост министра по парламентским делам в правительстве Ясира Арафата. Подписал в 2001 году совместную израильско-палестинскую декларацию «Нет кровопролитию, нет оккупации, да переговорам, да миру». Ушёл в отставку в мае 2002 года, сославшись на разногласия с Арафатом по поводу предполагаемой коррупции и хаоса в судебной системе и администрации Палестинской автономии.
Входил в руководство ООП, был советником Ясира Арафата (как главы ООП, с 1984, по вопросам информации; затем как президента Палестины), а затем советником президента Махмуда Аббаса по вопросам культуры и СМИ.
В 2003 году назначен на пост министра информации в правительстве Махмуда Аббаса. Вместе с министром внутренних дел Мохаммедом Дахланом считался самыми близким и верным соратником Аббаса (также самыми молодыми и самыми важными министрами в его правительстве). В 2005 году стал членом комитета по переговорам.
Известен своей публичной критикой Арафата и Палестинской администрации. Критиковал Ясира Арафата, особенно в отношении его поведения на саммите в Кэмп-Дэвиде в 2000 году. В открытом письме Арафату, опубликованному в газете «Аль-Хайят аль-Джадида» в сентябре 2002 года, публично раскритиковал его за то, что тот всерьёз не воспринял международное посредничество в создании палестинского государства. В письме Арафату указывалось на то, что тот хвастался перед палестинским народом тем, что не пошел ни на одно требование или уступку в отношении создания палестинского государства. В то время как Арафат хвастался своей решительностью против уступок, палестинский народ остался бороться за независимость. Амр отметил, что для обретения государственности, возможно, можно и нужно было пойти на некоторые уступки. В результате его публичной критики Амр был назван предателем, а его дом был обстрелян членами бригады «Аль-Акса» фракции ФАТХ, находящейся под контролем Арафата. Ни он, ни его семья тогда не пострадали.
В 2004 году на него было совершено ещё одно покушение, в результате чего врачам пришлось ампутировать ему правую ногу.
Был послом Государства Палестина в Египте и при Лиге арабских государств в 2008–2009 годах.
Член Палестинского союза писателей и журналистов. Автор политических и интеллектуальных статей, а также трех книг, «Дни любви и осады» и «Свидетельства с поля боя» (обе о работе Палестинского радио во время битвы за Бейрут в 1982 году), а также «Тысяча дней в Москве» (о ближневосточной политике Советского Союза, событиях при распаде СССР и войны в Персидском заливе).